# Хемер
Хемер (њем. Hemer) град је у њемачкој савезној држави Северна Рајна-Вестфалија. Једно је од 15 општинских средишта округа Меркиш. Према процјени из 2010. у граду је живјело 37.440 становника. Посједује регионалну шифру (AGS) 5962016, NUTS (DEA58) и LOCODE (DE HMR) код.

## Географски и демографски подаци
Хемер се налази у савезној држави Северна Рајна-Вестфалија у округу Меркиш. Град се налази на надморској висини од 210 метара. Површина општине износи 67,6 km². У самом граду је, према процјени из 2010. године, живјело 37.440 становника. Просјечна густина становништва износи 554 становника/km².

## Међународна сарадња
| Мјесто    | Држава    | Врста сарадње | Од    |
| --------- | --------- | ------------- | ----- |
| Оберфелах | Аустрија  | пријатељство  | 1985. |
|           | Русија    | партнерство   | 1992. |
|           | Француска | партнерство   | 1965. |
| Беври     | Француска | партнерство   | 1965. |
| Извор     |           |               |       |